# تشانس (مسلسل)
تشانس (بالإنجليزية: Chance)‏ هو مسلسل درامي أمريكي من تأليف كيم نان وأليكساندرا كانينغهام ومن بطولة هيو لوري. المسلسل مبني على رواية نان والتي تحمل نفس الاسم. في 6 يناير، 2016 تم طلب موسمين من المسلسل، بمجموع 20 حلقة. عُرض المسلسل على Hulu في 19 أكتوبر، 2016.

## القصة
يُركز المسلسل على شخصية إيلدون تشانس، طبيب النفس والأعصاب والذي يُجر إلى عالم العنف والفساد في سان فرانسيسكو بعد اتخاذه قرارًا غير حكيم بشأن إحدى مرضاه.

## طاقم التمثيل والشخصيات
- هيو لوري بدور إيلدون تشانس
- ديان فار بدور كرستينا تشانس، زوجة إيلدون السابقة.
- ليزا غاي هاملتون بدور سوزان سيلفر
- ستيفانيا لافي أوين بدور نيكول تشانس، ابنة إيلدون.
- غريتا لي بدور لوسي
- غريتشن مول بدور جاكلين بلاكستون
- بول أدلستين بدور رايموند بلاكستون
- إيثان سوبلي بدور دي
- كلارك بيترز بدور كارل

## قائمة الحلقات
| رقم الحلقة | العنوان                               | إخراج           | كتابة                         | تاريخ البث الأصلي |
| ---------- | ------------------------------------- | --------------- | ----------------------------- | ----------------- |
| 1          | «The Summer of Love (صيف الحب)»       | ليني أبراهامسون | كيم نان وأليكساندرا كانينغهام | 19 أكتوبر، 2016   |
| 2          | «The Axiom of Choice (بديهية الخَيار)» | ليني أبراهامسون | أليكساندرا كانينغهام          | 19 أكتوبر، 2016   |

## وصلات خارجية
- تشانس على موقع IMDb (الإنجليزية)
- تشانس على موقع ميتاكريتيك (الإنجليزية)
- تشانس على موقع روتن توميتوز (الإنجليزية)
- تشانس على موقع فيلمافينيتي (الإسبانية)
- تشانس على موقع كينوبويسك (الروسية)
- تشانس على موقع ألو سيني (الفرنسية)
- تشانس على موقع قاعدة بيانات الفيلم (الإنجليزية)